# Cesar Džomei
Cesar Džomei (舒明天皇  Džomei-teno, 593 – 17. november 641) je 34. japonski cesar v skladu s tradicionalnim redom nasledstva.  Džomei je vladal med leti 629 in 641.

## Tradicionalna zgodba
Pred Džomeievim nastopom na krizantemin prestol se je njegovo osebno ime (imina) glasilo princ Tamura (田村皇子 Tamura-no-Odži). Kot cesar se je verjetno imenoval Okinagatarašihi Hironuka Sumeramikoto (息長足日広額天皇).
Bil je vnuk cesarja Bidacuja, po očetu in po materi. Njegov oče je bil princ Ošisakanohikohito-no-Oe, mama pa princesa Nukate-hime, očetova mlajša sestra.

## Dogodki v času Džomeieve vladavine
Nasledil je svojo staro teto, cesarico Suiko, ki ni razjasnila, koga želi na prestolu. Pred smrtjo je poklicala po princa Tamura in princa Jamaširo-no-Oe, sina princa Šotokuja, ter jima dala nekaj nasvetov. Po njeni smrti se je dvor razdelil na podpornike obeh princev. Vodja klana Soga, Soga no Emiši, je podpiral Tamura. Trdil je, da je v zadnjih beseda sama izrazila takšno željo. Princa Jamaširo-no-Oeja je kasneje napadel klan Soga. Skupaj z družino je storil samomor.
- 629: V 36. letu vladavine Suiko (推古天皇三十六年) je le-ta umrla in začel se je spor glede nasledstva. Učenjaki tistega časa so določili, da gre nasledstvo (senso)[9] v roke vnuka cesarja Bidacuja in pravnuka cesarja Kinmeja.[10] Kmalu zatem je  Džomei zasedel prestol (sokuj).[3][11][12]

Njegov dejanski naziv je bil verjetno Sumeramikoto (enak zapis kot tenno) ali Amenošita Širošimesu Okimi (治天下大王, "veliki kralj, ki vlada pod nebesi"), saj se naziv tenno pojavi šele v času cesarja Tenmuja in cesarice Džito. Lahko da so ga nazivali z Jamato Okimi (ヤマト大王/大君, "veliki kralj Jamata").
Med vladavino cesarja Džomeia je Soga no Emiši zgrabil več političnih iniciativ. Po smrti ga je nasledila žena in nečakinja princesa Takara in potem njen mlajši brat, cesar Kotoku, preden sta ga končno zasedla njegova sinova, cesar Tendži in Tenmu.
Cesar  Džomei je umrl pri 49 letih v 13. letu svoje vladavine (舒明天皇十三年). Dejansko mesto Džomeievega groba je znano. Tradicionalno ga častijo v spominskem šintoističnem svetišču (misasagi) v prefekturi Nara. Cesarska hiša je posvetila to lokacijo kot njegov mavzolej. Uradno se imenuje Osaka no uči no misasagi.

### Poezija
Zbirka Man'jošu vključuje pesnitve mnogih cesarjev in cesaric, med njimi pesem "Vzpon na Kagu-jamo in razgled na deželo", ki naj bi jo napisal cesar Džomeiː
Nešteto je gora v Jamatu,
a nebeški hrib Kagu jim je vsem za vzor.
Ko se nanj povzpem in opazujem svoje kraljestvo,
čez širno poljano se dvigajo venci dima,
čez širno jezero letajo sivi galebi.
Res lepa je dežela, dežela Jamato!
– Cesar  Džomei

## Družice in otroci
Cesarica: Princesa Takara (宝皇女) (cesarica Kogjoku) (594?-661)
- Princ Kazuraki (Princ Naka-ne-Oe) (葛城皇子, 中大兄皇子) (cesar Tendži) (626-672)
- Princ Oama (大海人皇子) (cesar Tenmu) (ok. 631-686)
- Princesa Hašihito (間人皇女) (umrla 665), cesarica družica cesarju Kotokuju

Hi: Princesa Tame (田眼皇女), hčerka cesarja Bidacuja
Bunin: Soga no Hote-no-iracume (蘇我法提郎女), hčerka Soga no Umaka
- Princ Furuhito-ne-Oe (古人大兄皇子) (ok. 612-645)
- Princesa Nunošiki (布敷皇女)

Bunin: Avata no Kaguši-hime (粟田香櫛媛)
- Princesa Ošisaka-no-vatamuki (押坂錦向皇女)

Bunin: Soga no Tecuki-no-iracume (蘇我手杯娘), hčerka Soga no Emišija
- Princesa Jata (箭田皇女)

Dvorna gospa (Uneme): dama iz nižjega dvora iz Kaja (蚊屋采女姉子) (Kaja no Uneme)
- Princ Kaja (蚊屋皇子)